# Comercial Sport Club (Espírito Santo)
O Comercial Sport Club, conhecido como Comercial de Muqui, foi um clube de futebol brasileiro de Muqui no estado do Espírito Santo. Suas cores são vermelho, preto e branco.[carece de fontes?] O Comercial de Muqui foi vice-campeão do Campeonato Capixaba de 1992. O clube perdeu os dois jogos da final para Desportiva Ferroviária. No primeiro jogo perdeu de virada por 2 a 1 e no jogo de volta foi derrotado por 3 a 0.

## Campanhas de destaque
- Vice-campeão Capixaba: 1992.
- Vice-campeão Capixaba - Série B: 1990.